# Municipio de Clear Creek (condado de Huntington)
El municipio de Clear Creek (en inglés: Clear Creek Township) es un municipio ubicado en el condado de Huntington en el estado estadounidense de Indiana. En el año 2010 tenía una población de 1928 habitantes y una densidad poblacional de 20,74 personas por km².

## Geografía
El municipio de Clear Creek se encuentra ubicado en las coordenadas 40°57′15″N 85°29′59″O / 40.95417, -85.49972. Según la Oficina del Censo de los Estados Unidos, el municipio tiene una superficie total de 92.96 km², de la cual 92,38 km² corresponden a tierra firme y (0,63 %) 0,58 km² es agua.

## Demografía
Según el censo de 2010, había 1928 personas residiendo en el municipio de Clear Creek. La densidad de población era de 20,74 hab./km². De los 1928 habitantes, el municipio de Clear Creek estaba compuesto por el 98,08 % blancos, el 0,21 % eran afroamericanos, el 0,57 % eran amerindios, el 0,62 % eran asiáticos, el 0,05 % eran de otras razas y el 0,47 % eran de una mezcla de razas. Del total de la población el 0,99 % eran hispanos o latinos de cualquier raza.